# Едвар Йоганнесен
Едвар Хольм Йоганнес (норв. Edvard Holm Johannesen; 1844, Міддагсбукта, Балсферд, Шведсько-норвезька унія — 17 грудня 1901, Балсфьйорден, Трумс, Норвегія) — норвезький мореплавець.
Здійснив кілька плавань у Карське море, об'їхав Нову Землю в 1870 і 1871 роках. У серпні 1878 року, на північному сході від гирла Єнісею відкрив острів Усамітнення.